# InBev
InBev este o companie belgiană din industria berii, parte a concernului multinațional Anheuser-Busch InBev. Compania este al doilea producător de bere din lume și deține mărcile Stella Artois, Skol, Beck's și Brahma.
Compania are sediul la Leuven, Belgia și a avut o producție de 273,9 milioane hectolitri în 2007.
Cifra de afaceri în 2007 a fost de 14,4 miliarde Euro. 
Anheuser-Busch InBev a luat ființă la sfârșitul anului 2008, în urma fuziunii dintre compania belgiană InBev și gigantul american Anheuser-Busch - producătorul brandurilor Budweiser și Bud Light – care reunește 48,5 de procente din piața americană a berii. Compania deține și 50% din acțiunile Grupo Modelo, care produce brandul global Corona, asigurâdu-și astfel supremația pe piața berii din Mexic și 27% din acțiunile berarului chinez Tsingtao, al cărui brand onomin este lider pe piața chineză a berilor premium. 
Portofoliul Anheuser-Busch InBev cuprinde peste 300 mărci și include brandurile globale Budweiser, Stella Artois și Beck’s, mărci globale cu creștere rapidă în mai multe țări: Leffe și Hoegaarden, și “vedete locale” puternice ca Bergenbier, Skol, Brahma, Quilmes, Michelob, Harbin, Sedrin, Cass, Klinskoye, Sibirskaya Korona, Chernigivske și Jupiler, printre altele, precum și o rețea de distribuție fără rival. Anheuser-Busch InBev deține primele 4 cele mai bine vândute beri din lume și ocupă locul 1 sau 2 în peste 20 de piețe cheie. 
Cu aproximativ 120.000 angajați la nivel mondial, Anheuser-Busch InBev este prezent în peste 30 de țări din America, Europa și zona Asia Pacific. 
La nivelul anului 2008, din totalul volumului de bere vândut, zona Europa Centrală și de Est a avut o pondere de 16,2%. România a livrat peste 8% din volumele vândute de zonă, ocupând astfel locul al treilea ca mărime și importanță a pieței în zona Europa Centrală și de Est.

## Istoric
•	1994 - Prima investiție a concernului Interbrew în România, când s-a încheiat contractul de parteneriat cu societatea Bianca S.A. din Blaj. Finalitatea acestui parteneriat a fost crearea companiei Bianca Interbrew Bergenbier, prima fabrică de bere din România în care Interbrew deține pachetul majoritar de acțiuni
•	mai 1995 - începe producția berii Bergenbier, care se încadrează în segmentul mainstream
•	iulie 1994 - Interbrew cumpără pachetul majoritar al societății Proberco S.A. din Baia Mare
•	decembrie 1994 - Ia ființă Compania de Distribuție Național care are rol de distribuitor și agent de marketing al mărcilor Interbrew
•	mai 1997 - Interbrew lansează pe piața locală marca super premium, Stella Artois
•	octombrie 1999 - Interbrew încheie un acord cu grupul Efes pentru preluarea a 50% din acțiunile fabricii Romanian Efes Brewery de la Ploiești, cea mai modernă fabrică de bere din Europa Centrală și de Est, formând astfel Interbrew Efes Brewery S.A.
•	mai 2000 – Interbrew demarează producția berii Noroc, pe segmentul berilor în care prețul reprezintă principalul criteriu de alegere
•	2002 - România este prima țară din Europa care a primește acceptul de a produce pe plan local brandul premium Beck’s, cea mai vândută marcă de bere germană în lume
•	decembrie 2002 - Compania de Distribuție Național și fabricile de la Blaj și Baia Mare fuzionează, devenind Interbrew România
•	mai 2003 - Interbrew începe producția mărcii premium Beck’s în România
•	aprilie 2006 – Interbrew lansează berea Lowenbrau, pe segmentul berilor în care prețul reprezintă principalul criteriu de alegere. Era prima bere din portofoliu care se lansa în ambalaj PET, la 2 L
•	mai 2007 - Interbrew România și Interbrew Efes Brewery fuzionează și compania își schimbă numele în InBev România
•	mai 2008 – InBev Romania intră pe segmentul berilor cu arome, prin lansarea pe piața românească a unei combinații unice de bere premium cu gust răcoritor de lămâie: Beck’s Green Lemon. România devine astfel cea de a 4-a țară din lume care lansează Beck’s Green Lemon (după Germania, Italia și Anglia)

InBev România, membru al Asociației “Berarii României
La inițiativa InBev România și a celorlalți trei mari producători de bere de pe piața românească , în decembrie 2004 s-a înființat Asociația “Berarii României”, cea mai mare organizație de profil din țară, care acoperă peste 80% din industria berii. 
Cifre cheie : 
•	Membrii Asociației “Berarii României” au vândut 16.46 milioane de hectolitri de bere în 2008, întreaga piață de profil cunoscând o creștere de 4.1% față de anul 2007
•	Din punct de vedere al ambalajului, segmentul care a înregistrat cea cel mai mare avans este cel al dozei, în creștere cu 25% față de anul 2007. Cu toate acestea, segmentul PET își menține poziția de lider în preferințele consumatorilor, cu o pondere de 46.5%, urmat de sticlă cu o pondere de 37.5%
•	În 2008, membrii Asociației au contribuit, prin cei peste 6700 de angajați direcți din cele 12 fabrici de bere din România, cu 272 de milioane de euro la bugetul de stat 
•	În 2008, un român a consumat în medie 93 de litri de bere, cu 4 litri mai mult decât în 2007, România numărându-se printre primele 10 țări din Europa la consumul de bere pe cap de locuitor 
•	Importurile s-au situat sub 2,5%, românii consumând, cu preponderență, mărci din producția internă de bere.

## Mărcile InBev în România
În 2009, InBev România deține două fabrici de bere, la Ploiești și Blaj, are peste 750 de angajați și o rețea de distribuție națională. 
Prezentă de 15 ani pe piață, InBev România produce mărcile Stella Artois, Beck's, Bergenbier, Lowenbrau și Noroc și importă specialitățile belgiene Leffe și Hoegaarden.
În 2006, Bergenbier a inițiat o campanie de colectare selectivă și trimitere spre reciclare a deșeurilor de plastic, sticlă și hârtie în Blaj, „Protejează natura Blajului. Participă la reciclare!”. Blajul devenea astfel primul oraș din România care implementa, la nivelul întregii comunități, un program de colectare selectivă a ambalajelor și de reciclare a acestora spre refolosire. Campania a continuat și în 2007, reușindu-se implicarea activă a locuitorilor Blajului în acest proiect și valorificarea a peste 60 tone de deșeuri. 
În septembrie 2008, InBev România a lansat proiectul “Respect18”, prima campanie de responsabilitate socială care luptă împotriva vânzării de alcool către minori realizată de o companie privată din România. Obiectivele principale ale campaniei au fost, pe de-o parte, informarea și responsabilizarea comercianților care se pot confrunta cu situația în care un minor le solicită băuturi alcoolice și, pe de altă parte, crearea unei platforme de discuții între acele părți din sectorul public și cel privat care pot influența într-un fel sau altul acest fenomen, astfel încât să existe un mediu de comunicare continuă și bidirecțională.